# Images d'une libération
Pour plus de détails, voir Fiche technique et Distribution.
Images d'une libération (Befrielsesbilleder) est un film danois réalisé par Lars von Trier en 1982.

## Synopsis
Les derniers jours de l'occupation nazie à Copenhague, vus du côté des vaincus. Léo retrouve Esther, sa bien-aimée, qui lui reproche d'avoir tué un résistant.

## Fiche technique
- Titre : Images d'une libération
- Titre original : Befrielsesbilleder
- Titre anglais : Image of Relief ou Images of Liberation
- Réalisation : Lars von Trier
- Scénario : Lars von Trier et Tom Elling
- Production : Per Årman
- Musique : Pierre de la Rue
- Photographie : Tom Elling
- Montage : Tómas Gislason
- Costumes : Manon Rasmussen
- Pays d'origine : Danemark
- Format : Couleurs
- Genre : Drame
- Durée : 57 minutes
- Date : 1982

## Distribution
- Edward Fleming : l'officier allemand Leo Mendel
- Kirsten Olesen : Esther